# Toxophora quadricellulata
Toxophora quadricellulata är en tvåvingeart som beskrevs av Hesse 1963. Toxophora quadricellulata ingår i släktet Toxophora och familjen svävflugor. Inga underarter finns listade i Catalogue of Life.